# Шагдаржавын Нацагдорж
Шагдаржавын Нагацдорж (19 сентября 1918, Улан-Батор — 7 мая 2001, там же) — монгольский историк, писатель и педагог. Доктор исторических наук. Действительный член (с 1961) и вице-президент (с 1982) АН МНР, директор Института истории АН МНР.

## Биография
Родился 19 сентября 1918.
В 1935—1961 годах — заведующий сектором истории Комитета наук МНР.
В 1936 году поступил на исторический факультет Монгольского государственного университета (в год его основания), окончил его в 1951 году, а в 1954 году окончил восточный институт при Академии наук СССР, получив степень кандидата наук. Диссертация на тему: «Аратское освободительное движение в Хобдосском районе Внешней Монголии под руководством Аюши (1903—1917 гг.)». С 1955 по 1961 год руководил сектором истории в составе Комитета наук Монгольской народной республики. В 1942 году начал преподавать в Монгольском государственном университете. В 1944 году вступил в Монгольскую народно-революционную партию. В 1949—1951 годах был председателем Союза писателей Монголии. В 1957 году получил учёное звание профессора, в 1959 году был назначен главным редактором исторической серии «Monumenta historica», тогда же став во главе Национальной ассоциации историков МНР. В 1961 году стал членом-корреспондентом Академии наук МНР и в том же году возглавил Институт истории АН МНР, в 1972 году защитил докторскую диссертацию. Был одним из авторов фундаментальной работы «История Монгольской Народной Республики», а также одним из авторов и редактором трёхтомного издания по истории МНР.
Как учёный специализировался на новой и новейшей истории Монголии, а также на истории феодализма в Монголии. Наиболее известные работы: «Из истории аратского движения во Внешней Монголии» (Москва, 1958), «История Халх-Монголии с конца XVII до начала XX в.» (1963), «К вопросу об экономической основе феодализма в Монголии» (Улаанбаатар, 1963), «Князь То Ван и его наставления» (1969), «Основные категории феодально-зависимых людей (сум, хамджилга и шавь)» (1971), «Основной путь Монгольского феодализма» (1978). Его перу также принадлежит несколько исторических романов.
Им опубликовано много сборников архивных материалов и ряд источников по истории Монголии.
Первый лауреат Государственной премии имени маршала Чойбалсана. Награждён высшими правительственными наградами: орденами Сухэ-Батора, Трудового Красного Знамени, Полярной Звезды и другими.